# Chascomús (partido)
Chascomús (Partido de Chascomús) is een partido in de Argentijnse provincie Buenos Aires. Het bestuurlijke gebied telt 38.647 inwoners. Tussen 1991 en 2001 steeg het inwoneraantal met 9,87 %.

## Plaatsen in partido Chascomús
- Adela
- Atilio Pessagno
- Barrio Parque Girado
- Chascomús
- Comandante Giribone
- Don Cipriano
- Gándara
- Libres del Sud
- Manuel José Cobo
- Monasterio
- Paraje El Destino
- Pedro N. Escribano